# Skattestyrelsen
Skattestyrelsen er en dansk styrelse, der er en del af Skatteforvaltningen under Skatteministeriet. Styrelsen har ca. 5.200 ansatte fordelt på 20 afdelinger rundt omkring i landet.

## Baggrund
Skattestyrelsens kerneopgave er at sikre, at borgere og virksomheder betaler korrekte skatter og afgifter til tiden. Styrelsens motto er "Skat er ikke enkelt. Det er derfor, vi er her". Siden 1. december 2024 har Skattestyrelsens direktør været Thomas Hjortenberg.

## Historie
Skattestyrelsen blev grundlagt i 2018 og erstattede - sammen med seks andre styrelser - SKAT.
Om aftenen 6. august 2019 kl. ca. 22.15 blev Skattestyrelsens bygning på Østbanegade I København ramt af en kraftig eksplosion. Indgangspartiet blev raseret, og en del ruder blev knust. Der var to personer til stede i bygningen, men de kom ikke noget til. En person udenfor blev ramt af fragmenter men opsøgte selv en skadestue. Københavns Politi vurderede dagen efter, at der var tale om et bevidst angreb på bygningen. Hvem der stod bag og hvorfor vidstes dog ikke. Men på grund af tidspunktet havde eksplosionen næppe til formål at skade mennesker.